# Ataenius picinus
Ataenius picinus är en skalbaggsart som beskrevs av Edgar von Harold 1867. Ataenius picinus ingår i släktet Ataenius och familjen Aphodiidae. Inga underarter finns listade.